# Toñito
António Jesus García González, mais conhecido como Toñito (Tenerife, 24 de Fevereiro de 1977) foi um futebolista espanhol que terminou recentemente a sua carreira, em 2012. Prepara-se, actualmente, para ser treinador de futebol.